# Saint-Paul-lès-Dax
Saint-Paul-lès-Dax là một xã trong tỉnh Landes, thuộc vùng hành chính Nouvelle-Aquitaine, Pháp, có dân số là 10226 người (thời điểm 1999).